# Skansholmen, Nyköping

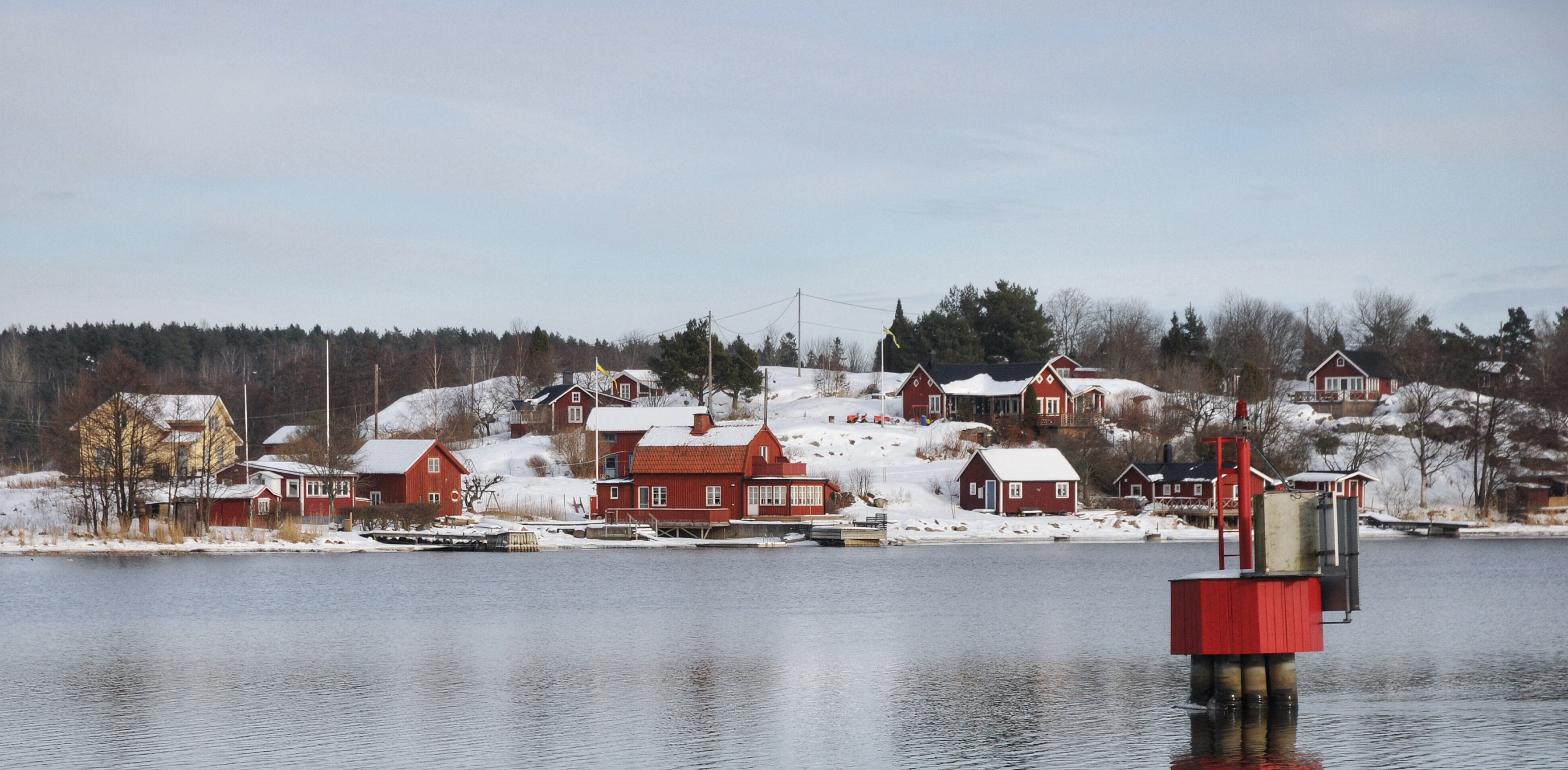
Skansholmen, vy från Näsudden.

Skansanläggningarna vid Örstigsnäs och Hasselö skans.

Skansen eller Skansholmen är en ö i Svärta socken, Nyköpings kommun vid inloppet till Sjösafjärden utanför Nyköping. Ön har en yta på 8,3 hektar.
Skansen har tidigare kallats Sättholmen, skansen även Hasselö skans efter grannön Hasselö, grannön som håller på att växa ihop med Skansholmen. Själva skansen kallades vanligen Hasselö skans. Skansen anlades 1623 på Gustav II Adolfs order. 1656 var 140 man ur Södermanlands regemente kommenderade hit. Skansen revs dock kort därefter. 1675 återuppbyggdes den dock längre österut och var 1676 bestyckad med 21 kanoner. Skansen fick dock därefter förfalla och då ryssarna 24 juli 1719 ryckte fram mot Nyköping fanns dock inga lavetter till kanonerna och skansen övergavs utan strid. Efter stadens plundring användes dock 300 ryska krigsfångar för att återuppbygga skansen. Den användes dock begränsat. 30 augusti 1753 landsteg en återvändande kommendering av Södermanlands regemente från Sveaborg och landsteg under svår storm på Skansholmen
Fiskare fanns på Sättholmen redan på 1500-talet, då fisk härifrån levererades till Nyköpingshus. På 1600-talet fanns här en tullstation och på 1700-talet en loststation, flera fiskare var även bosatta på ön. På 1930-talet fanns fyra fiskarhushåll på ön, och ännu på 1960-talet fanns tre ladugårdar på ön. 2012 fanns två helårsboende på ön, sommartid finns omkring 15 hushåll boendes på ön.